# Terremotos de Oriente Próximo de 1068
Los terremotos de Oriente Próximo de 1068 fueron dos terremotos importantes que ocurrieron en Oriente Próximo el 18 de marzo y el 29 de mayo de 1068. Los dos terremotos a menudo se fusionan por fuentes contemporáneas. El primer terremoto tuvo su epicentro en algún lugar de la parte noroeste de la Península arábiga alrededor de Tabuk, mientras que el segundo fue más dañino en la ciudad de Ramla en Palestina, a unos 500 km al noroeste.
El terremoto del 18 de marzo afectó la parte sur del sistema de fallas de transformación del Mar Muerto. Los eventos combinados fueron responsables de unas 20.000 muertes, de las cuales unas 15.000 ocurrieron solo en Ramla, y causaron daños en toda la Gran Siria, incluida Palestina, donde un tsunami devastó la costa mediterránea, en Egipto y la Península arábiga, y en áreas hasta el este a lo largo del Éufrates, como Al-Rahba y Kufa. A lo largo de la historia, se han producido otros terremotos fuertes en la parte sur de la Transformación del Mar Muerto, que han afectado a la región en general.

## Entorno geológico
La Transformación del Mar Muerto es una falla transformante de 1000 km que se extiende desde el Mar Rojo en el sur hasta la Falla de Anatolia Oriental en Turquía al norte. La extensión sur de la Transformación del Mar Muerto se conoce como la falla de Wadi Araba. Esta porción de la Transformación del Mar Muerto recorre 160 kilómetros desde el norte de Aqaba/Eilat hasta el sur del Mar Muerto y tiene una tasa de deslizamiento de 2 a 4 milímetros por año. El patrón temporal de grandes eventos aún no se ha aclarado, con solo cuatro grandes terremotos bien documentados reportados en el valle de Araba durante los últimos miles de años que ocurrieron en 1068, 1212, 1293 y 1458.
En 1998, Zilberman pensó en ubicar el epicentro del evento de 1068 en la cuenca endorreica de Avrona, es decir, en la parte sur del Valle de Arava. Ambraseys separa entre el evento de marzo con epicentro cerca de Tabuk y el evento de mayo más cercano a Ramla.

## Efectos
Los efectos del terremoto se vieron desde el norte de Banias, en el pie sur del monte Hermón, hasta la región de Hejaz en la actual Arabia Saudita. La antigua ciudad de Ayla, ubicada en el extremo norte del golfo de Aqaba, donde hoy se encuentra la moderna Aqaba, fue destruida. Las investigaciones paleosísmicas han revelado más de 12 kilómetros de ruptura de fallas, comenzando justo al norte de Aqaba/Eilat, que datan de entre 900 y 1000 años antes del presente. Se presentó una magnitud de al menos 7,0 con base en el daño informado y la extensión de las fallas observadas.
Se provocó alarma en el Monasterio de Santa Catalina en la península del Sinaí, y hubo daños en la antigua ciudad de Tinnis en el delta del Nilo, pero no más al oeste a lo largo de la costa egipcia en Alejandría. En El Cairo, el único daño fue en una esquina de la Mezquita de Amr ibn al-As en Fustat. El sismólogo Nicholas Ambraseys describió un relato de los efectos en Ramla como destructivo y con una gran pérdida de vidas. También expuso los efectos al norte en Banias, donde murieron 100, y en Jerusalén, donde el techo de la Cúpula de la Roca fue "desplazado y luego volvió a su posición anterior". Aquellos que se vieron afectados por los graves daños en Ramla aparentemente emigraron a Jerusalén, lo que indicó a Ambraseys que, por lo demás, los efectos allí fueron mínimos.

## Otros eventos
Además del evento en 1068, la parte sur de la Transformación del Mar Muerto ha experimentado otros tres eventos históricos con dos en la sección norte cerca del Mar Muerto y uno más cerca de Aqaba. El evento en 1212 causó daños significativos a las ciudades del valle de Arabah, así como la destrucción de una iglesia en la península del Sinaí. En 1293, cerca de la parte sur del Mar Muerto, un terremoto destruyó tres torres de un castillo y causó daños entre el Mar Muerto y Gaza. En 1458, otro evento volvió a afectar el área sur del Mar Muerto, esta vez provocando un desplazamiento lateral izquierdo de 2,2 metros en Qasr at-Tilah. El fuerte se construyó sobre la falla y el edificio que albergaba el tanque de agua sufrió el desplazamiento.